# Исчезновение на 7-й улице
«Исчезновение на 7-й улице» (англ. Vanishing on 7th Street) — фильм ужасов с элементами постапокалипсиса режиссёра Брэда Андерсона, главные роли в котором исполнили Хейден Кристенсен, Тэнди Ньютон и Джон Легуизамо. Премьера в России прошла 17 февраля 2011 года.

## Сюжет
Странное затмение спускается на Детройт, к восходу солнца лишь несколько человек остаются живыми среди одежды, брошенных автомобилей и теней. Репортёр Люк находит улицы вокруг своего дома устрашающе пустыми. Пол, киномеханик, оказывается совершенно один в недавно полном людьми кинотеатре. Доктор Розмари возвращается в пустую больницу, а Джеймс, перепуганный мальчик, ждёт, пока вернется его мама. Все они находят путь к бару, единственному источнику света в округе. Наличие генератора и запасов еды делают его последним убежищем в опустевшем городе и защитой в борьбе за выживание…

## В ролях
- Хейден Кристенсен — Люк
- Тэнди Ньютон — Розмари
- Джон Легуизамо — Пол

## Критика
На сайте Rotten Tomatoes фильм имеет рейтинг 47 %, на основании 58 рецензий критиков, со средней оценкой 5.08 из 10.
На сайте Metacritic у фильма 50 баллов, что основано на 14 обзорах критиков.